# Снежа
Снежа̀ е село в Югоизточна България, община Руен, област Бургас.

## География
Село Снежа отстои на около 11 km на север от село Руен, 7 km на изток-североизток от село Дъскотна и 6 km на югоизток от село Билка. Разположено е по южните разклонения в западната част на Камчийска планина, Източна Стара планина. През селото минава общинският път, свързващ общинския център село Руен през селата Добра поляна, Снежа и Ясеново с третокласния републикански път III-208 (Айтос – Провадия) и село Дъскотна. Надморската височина по общинския път при влизането в село Снежа от запад е около 385 m, при джамията в центъра – около 390 m и при излизането в източния край – около 405 m.
Населението на село Снежа нараства от 530 души към 1934 г. до 748 към 1956 г. (максимум) и през следващите години намалява до 334 души към 2018 г. (по текущата демографска статистика за населението).
При преброяването на населението към 1 февруари 2011 г. от обща численост 370 лица за 242 лица е посочена принадлежност към „турска“ етническа група и за останалите не е даден отговор.

## История
След края на Руско-турската война 1877 – 1878 г., по Берлинския договор селото остава на територията на Източна Румелия. След Съединението, от 1885 г. то се намира в България с името Сападжа. Преименувано е на Снежа̀ през 1934 г.
Основното училище „Христо Смирненски“ в село Снежа е закрито през 2007 г., а документацията му се съхранява в основно училище „Климент Охридски в село Дъскотна.“

## Население

### Етнически състав
Преброяване на населението през 2011 г.
Численост и дял на етническите групи според преброяването на населението през 2011 г.:
|                     | Численост |
| Общо                | 370       |
| Българи             | -         |
| Турци               | 242       |
| Цигани              | -         |
| Други               | -         |
| Не се самоопределят | -         |
| Неотговорили        | 126       |

## Религии
В село Снежа се изповядва ислям.

## Обществени институции
Село Снежа към 2020 г. е център на кметство Снежа.
В село Снежа към 2020 г. има постоянно действаща джамия.

## Редовни събития
- Празнуват се двата големи празника Рамазан байрам и Курбан байрам, както и Нова година.

Празнува се и Гергьовден.

## Други
Най-популярният спорт е футболът. Даже и децата са си направили един отбор и играят със съседните села. Футболният отбор е ФК „Снежа“.

### Кухня
Кухнята е традиционна, повече ориенталска. Приготвят се баници, сладкиши, гозби; яхнията е известна.